# Suopumajärvi
Suopumajärvi är en sjö i Finland. Den ligger i kommunen Enare i landskapet Lappland, i den norra delen av landet, 1 100 km norr om huvudstaden Helsingfors. Suopumajärvi ligger 84,8 meter över havet. Arean är 1,36 kvadratkilometer och strandlinjen är 7,83 kilometer lång. Sjön  ingår i Neidenälvens huvudavrinningsområde.   Den sträcker sig 2,2 kilometer i nord-sydlig riktning, och 2,3 kilometer i öst-västlig riktning.